# Cantiere navale di Palermo
Il cantiere navale di Palermo ha origine nel 1897, fondato dall'imprenditore Ignazio Florio, nipote del capostipite Vincenzo Florio, per le esigenze della sua compagnia di navigazione. Lo stabilimento è ubicato nella parte nord - est del Porto di Palermo, contiguo al vecchio arsenale borbonico, attualmente sede del museo del mare.
Dal 1984 è controllato da Fincantieri.

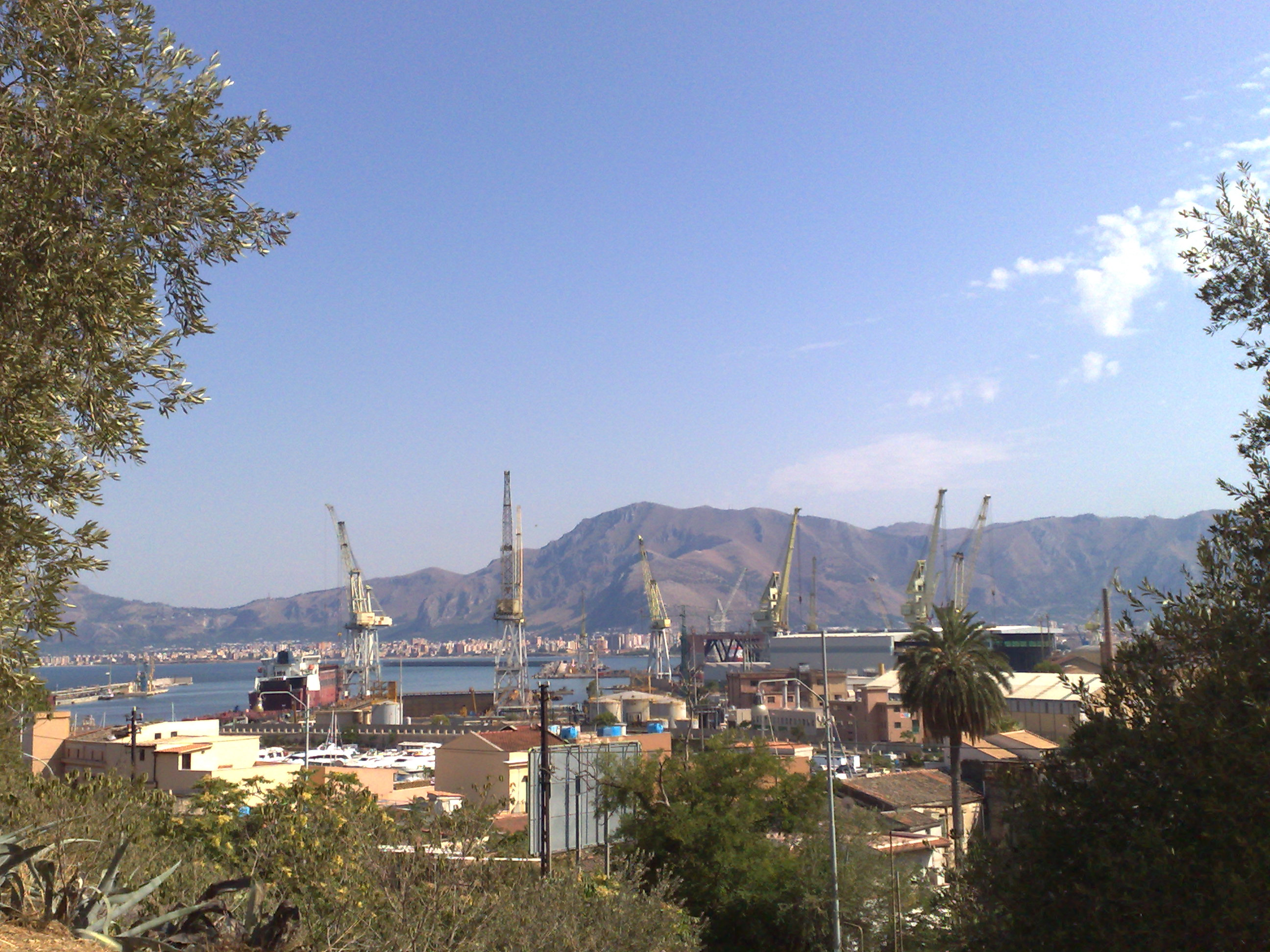
Cantiere navale di Palermo

## Storia

### Florio
Vincenzo Florio già nel 1841 aveva fondato a Palermo una fabbrica di macchinari a vapore, l'unica dell'isola e successivamente la fonderia Oretea, moderna industria metallurgica complementare alle esigenze dell'attività armatoriale. Nella Sicilia preunitaria, Vincenzo Florio aveva fondato la compagnia di navigazione "Società battelli a vapore siciliani" che assicurava il collegamento tra Napoli, Palermo e Marsiglia e tra i diversi porti della Sicilia e dopo l'unità d'Italia costituì la "Società Piroscafi Postali" che stabilì una convenzione con il governo.
La nascita del Cantiere Navale di Palermo avrebbe segnato una svolta nella storia della città, modificandone sia la stessa fisionomia, sia la vita sociale.
Nel 1893, una convenzione fra lo Stato e la municipalità di Palermo aveva previsto un piano d'ammodernamento del porto che prevedeva anche la costruzione di un bacino di carenaggio per la manutenzione e la riparazione delle imbarcazioni a levante dello scalo di alaggio già presente che con l'aumento della stazzatura dei piroscafi era ormai inadeguato. Il progetto tuttavia era rimasto lettera morta, in quanto, a causa della crisi politico-finanziaria del Comune di Palermo, i lavori del porto nell'estate del 1896, erano ancora bloccati, ma nel settembre dello stesso anno venne presentato da Ignazio Florio un progetto per la costruzione di un cantiere navale insieme al bacino di carenaggio.
Il padre del giovane Florio il senatore Ignazio Florio, figlio di Vincenzo aveva costituito la società Navigazione Generale Italiana, nata dalla fusione delle flotte Florio e Rubattino, che aveva costituito la Società Esercizio Bacini, per la gestione di due bacini di carenaggio in costruzione a Genova.
Grazie anche ai buoni rapporti tra Florio e il capo del governo, il Marchese di Rudinì, il 16 marzo 1897 venne firmata la convenzione per la costruzione del bacino di carenaggio e del cantiere. Il finanziamento dell'opera fu diviso tra la famiglia Florio per il 66%, in parte lo Stato, in parte il Comune e della Provincia di Palermo e per una piccola quota a fondo perduto la Cassa di Risparmio di Palermo.
L'avvio dei lavori viene ritardato da una serie di intoppi burocratici e solo il 14 maggio 1898 venne costituita la Società Anonima prevista dalle convenzioni del 16 marzo 1897, che assume la denominazione di Cantieri Navali, Bacini e Stabilimenti Meccanici Siciliani di cui i Florio detenevano i due terzi delle azioni, avendone così il completo controllo. Per i finanziamenti relativi alla sua quota, Florio dovette ricorrere ad un prestito della Banca Commerciale Italiana, cui i Florio cedettero a sua volta una parte della quota di azioni da loro detenuta.
Nel 1899 vennero appaltati i lavori per la costruzione del bacino di carenaggio ed anche se il cantiere navale era stato ultimato nelle sue strutture principali, nel 1901 non era stato ancora del tutto completato. i gravi ritardi nella sua realizzazione pesarono notevolmente nei primi anni di vita del cantiere, che non essendo ancora completato venne escluso dalle commesse militari ed al momento della sua apertura, avvenuta nel 1903, si ritrovò senza commesse.
La particolare situazione in cui il cantiere venne a trovarsi, costrinse la società Cantieri Navali, Bacini e Stabilimenti Meccanici Siciliani ad indebitarsi con la Banca Commerciale Italiana, ma l'esposizione di Florio con la Banca Commerciale Italiana era notevole e nel 1905 Florio fu costretto a vendere la sua quota azionaria della società Cantieri Navali, Bacini e Stabilimenti Meccanici Siciliani ad Attilio Odero, socio di Florio nella società Navigazione Generale Italiana e proprietario del cantiere di Cantiere navale di Sestri Ponente e del Cantiere della Foce di Genova e socio delle Acciaierie di Terni.

### Cantieri navali riuniti
Nel 1906 il cantiere navale di Palermo insieme ai cantieri di Ancona e Muggiano, legati nella loro attività alla società Navigazione Generale Italiana, confluì nella società Cantieri Navali Riuniti, con sede a Genova e successivamente trasformata in Società per Azioni, il 20% delle quali era controllato dalla Terni, a sua volta controllate dalla Banca Commerciale Italiana. L'anno successivo la società ha acquisito anche il bacino di carenaggio di Messina. La creazione della nuova impresa cantieristica rientrava all’interno del piano, molto più ampio, che mirava alla costituzione in Italia di un gruppo meccanico-siderurgico integrato, guidato dalla Terni.
Fallito tuttavia questo ambizioso progetto, nel 1912 la proprietà dei Cantieri Navali Riuniti passò alla famiglia genovese Piaggio, proprietaria di un importante gruppo industriale attivo in vari settori, tra cui quello armatoriale, chimico e saccarifero, che ne possedeva una sostanziosa partecipazione azionaria sin dal 1909. Nelle attività del gruppo erano stati cooptati tutti i figli maschi di Erasmo: Carlo, Amedeo, Giuseppe e Rocco. L'operazione venne guidata dalla Banca Commerciale Italiana che attraverso Giuseppe Toeplitz aveva rastrellato le azioni CNR sul mercato di Torino consegnandole alla famiglia genovese. Erasmo Piaggio provvide subito a snellire l'azienda, vendendo nel 1913 il Cantiere del Muggiano, che venne rilevato dall'adiacente Cantiere FIAT-San Giorgio che era stato impiantato nel 1905, uscendo dalla società Cantieri Navali Riuniti e rinunciando anche al bacino di carenaggio di Messina, mantenendo sotto il controllo della società solo gli stabilimenti di Ancona e Palermo.
Da quel momento fino al secondo conflitto mondiale, il cantiere di Palermo attraversò fasi alterne di crescita e di crisi: dall’impennata dell’attività durante la prima guerra mondiale, alla depressione postbellica della cantieristica, alla consistente espansione del settore garantita dagli aiuti e dalle commesse assicurate dal governo fascista. Nei primi anni trenta l'intera cantieristica nazionale venne coinvolta dalla grande depressione e la maggior parte delle aziende navalmeccaniche italiane vennero salvate dal fallimento solo grazie all’intervento dell’IRI, che le assorbì determinando la nazionalizzazione di circa il 90% del settore. Il grosso della cantieristica privata rimase nelle mani della famiglia Piaggio, proprietaria, oltre che dei Cantieri Navali Riuniti, anche della società Cantieri del Tirreno, che controllava gli stabilimenti di Genova Le Grazie e Riva Trigoso. Nel periodo tra le due guerre 1925 nel cantiere navale venne allestita la nave reale "Savoia" e tra le unità militari costruite i cacciatorpediniere della classe Soldati Bersagliere e Granatiere e le torpediniere Classe Orsa Orione e Orsa.
Nel corso del secondo conflitto mondiale venne pesantemente danneggiato dai bombardamenti alleati. Il 30 novembre 1942 venne varato l'incrociatore leggero Classe Capitani Romani Ulpio Traiano, affondato da incursori inglesi affondato nel Porto di Palermo il 3 gennaio 1943 mentre stava completando l'allestimento.
nel luglio 1943 con l'occupacione della Sicilia il cantiere venne requisito dagli occupanti angloamericani, che lo utilizzarono per la riparazione del loro naviglio bellico.
Il cantiere tornò nelle mani dei Piaggio il 15 dicembre 1945, alla fine di lunghe trattative che vide i Piaggio abili ad assicurarsi che lo stabilimento venisse loro restituito alle migliori condizioni possibili e riusciti a contrattare con l’ARAR (Azienda Rilievo Alienazione Residuati) l'acquisto, a condizioni particolarmente vantaggiose, dei macchinari lasciati dagli americani nello stabilimento.
Fin dai primi mesi del 1946, il cantiere fu dunque in grado di riavviare due delle tre attività che svolgeva prima della guerra: le riparazioni navali e la
riparazione delle locomotive a vapore di proprietà delle Ferrovie dello Stato, lavoro che svolgeva annualmente sin dal 1923, cui si aggiunse l'assegnazione, da parte delle Ferrovie dello Stato, di un ordine per la costruzione di cento carri ferroviari, per un valore complessivo di 105 milioni di lire; un’attività assolutamente nuova per il cantiere, che fino ad allora aveva ricevuto dalle Ferrovie solo commesse di riparazione, mentre l'attività di costruzione navale rimase invece sospesa fino all'inizio degli anni cinquanta, sia per le cattive condizioni in cui versavano gli scali dello stabilimento, sia perché nell'immediato dopoguerra la domanda interna di nuove navi in Italia fu oltremodo carente, dato che molti armatori preferivano acquistare a prezzi convenienti le imbarcazioni tipo Liberty vendute dagli USA piuttosto che
commissionarne di nuove, mentre l'attività di riparazione navale conobbe un'impennata, per la necessità di rimettere in uso o trasformare il naviglio
danneggiato durante la guerra.
Nel 1946 venne fondata, come organizzazione dopolavoristica, la società calcistica Cantieri Navali Palermo, che negli anni assumerà una certa notorietà a livello locale.
Nel 1948 nel cantiere vennero effettuati alcuni piccoli lavori di riparazione alle parti elettromeccaniche alla corazzata Giulio Cesare immediatamente prima del trasferimento all'Unione Sovietica.
Il cantiere ebbe altalenanti vicissitudini e nel 1966 entrava a far parte dei Cantieri Navali del Tirreno e Riuniti, società nata dalla unificazioni delle due società della cantieristica del gruppo Piaggio, i Cantieri Navali del Tirreno con gli stabilimenti di Riva Trigoso e Genova e i Cantieri Navali Riuniti con gli stabilimenti di Palermo e Ancona.

### La gestione IRI e Fincantieri

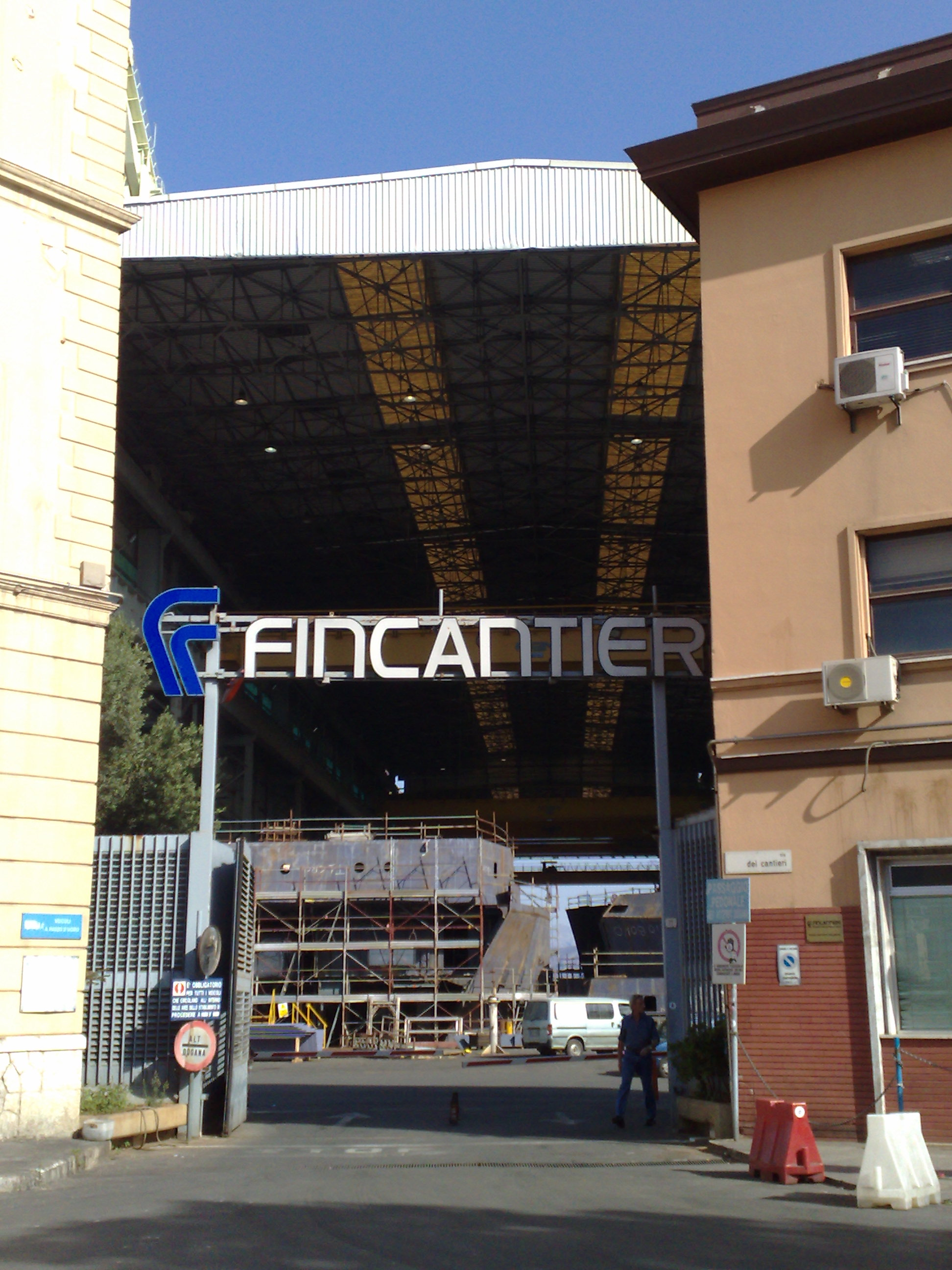
Cantiere navale: ingresso

Nel 1973, dopo un periodo di riduzione di organico e di conflittualità interna nel cantiere, e di una crisi che ha colpito l'intero gruppo Piaggio, i Cantieri Navali del Tirreno e Riuniti finirono sotto la gestione dell'IRI e nel 1984 della Fincantieri che da holding finanziaria, delle partecipazioni statali assumeva in proprio l'attività operativa, incorporando per fusione otto società che prima controllava, tra cui appunto la Cantieri Navali del Tirreno e Riuniti.
Con la gestione della Fincantieri dai primi anni ottanta è stato avviato un radicale processo di riorganizzazione. Sempre a Fincantieri appartiene la Bacini di Palermo SPA.
Lo stabilimento è il più grande complesso cantieristico del Mediterraneo per la trasformazione e le riparazioni navali, in grado di progettare e costruire tutti i tipi di navi per il trasporto di merci e passeggeri: dalle portacontainer alle portarinfuse, dalle petroliere alle gasiere e ai traghetti, fino alle navi da crociera.
Il cantiere dispone di due bacini di carenaggio in muratura e due bacini di carenaggio galleggianti e di officina meccanica per la riparazione di turbine, motori diesel, macchinari ausiliari, riparazioni eliche, sostituzione camicie cilindri, tornio per alberi a gomito a largo diametro e dispone anche di officine carpenteria leggera e pesante attrezzate per la prefabbricazione, impianto di sabbiatura, officina tubi.

## Navi

### Principali realizzazioni
- 1937 - Orsa - Avviso (Regia Marina)
- 1937 - Orione - Avviso (Regia Marina)
- 1938 - Bersagliere - cacciatorpediniere (Regia Marina)
- 1938 - Granatiere - cacciatorpediniere (Regia Marina)
- 1939 - Ulpio Traiano - incrociatore leggero (Regia Marina)
- 1951 - Campania Felix - Nave passeggeri (Tirrenia di Navigazione)
- 1952 - Sardegna - Nave passeggeri (Tirrenia di Navigazione)
- 1952 - Sicilia - Nave passeggeri (Tirrenia di Navigazione)
- 1953 - Calabria - Nave passeggeri (Tirrenia di Navigazione)
- 1953 - Lazio - Nave passeggeri (Tirrenia di Navigazione)
- 1961 - Tyrsus - Traghetto ferroviario (Ferrovie dello Stato)
- 1962 - Hermaea - Traghetto ferroviario (Ferrovie dello Stato)
- 1971 - Pascoli - Traghetto Ro/Ro (Tirrenia di Navigazione)
- 1971 - Petrarca - Traghetto Ro/Ro (Tirrenia di Navigazione)
- 1979 - Piero della Francesca - Traghetto Ro/Ro (Siremar)
- 1979 - Pietro Novelli - Traghetto Ro/Ro (Siremar)
- 1980 - Oglasa - Traghetto Ro/Ro (Toremar)
- 1980 - Marmorica - Traghetto Ro/Ro (Toremar)
- 1982 - Garibaldi - Traghetto ferroviario (Ferrovie dello Stato)
- 1985 - Villa - Traghetto ferroviario (Ferrovie dello Stato)
- 1986 - Paolo Veronese - Traghetto Ro/Ro (Siremar)
- 1988 - Logudoro - Traghetto ferroviario (Ferrovie dello Stato)
- 1989 - Isola di Santo Stefano - Traghetto bidirezionale (Saremar)
- 1991 - Aethalia - Traghetto Ro/Ro (Toremar)
- 1992 - Laurana - Traghetto Ro/Ro (Adriatica di Navigazione)
- 1993 - Via Mediterraneo - Ro/Ro Cargo (Viamare di Navigazione)
- 1994 - Lazio - Ro/Ro Cargo (Tirrenia di Navigazione)
- 1995 - Puglia - Ro/Ro Cargo (Tirrenia di Navigazione)
- 1997 - Grande America - Multipurpose Ro/Ro (Gruppo Grimaldi)
- 1998 - Grande Africa - Multipurpose Ro/Ro (Gruppo Grimaldi)
- 1998 - Grande Atlantico - Multipurpose Ro/Ro (Gruppo Grimaldi)
- 2000 - Grande Brasile - Multipurpose Ro/Ro (Gruppo Grimaldi)
- 2001 - Grande Argentina - Multipurpose Ro/Ro (Gruppo Grimaldi)
- 2003 - Grande San Paolo - Multipurpose Ro/Ro (Gruppo Grimaldi)
- 2005 - Neptune Okeanis - Car Carrier (Thelisis Shipping Ltd)
- 2006 - Neptune Thelisis - Car Carrier (Thelisis Shipping Ltd)
- 2009 - UOS Challenger - AHTS (Hartmann Offshore)
- 2010 - UOS Enterprise - AHTS (Hartmann Offshore)
- 2010 - UOS Pathfinder - AHTS (Hartmann Offshore)
- 2010 - UOS Navigator - AHTS (Hartmann Offshore)